# Mariah Bell
Mariah Cheyenne Bell (Tulsa, Oklahoma; 18 de abril de 1996) es una patinadora artística sobre hielo estadounidense. Ganadora de la medalla de plata del Skate America 2016 y medallista de bronce del Campeonato Nacional de Estados Unidos de 2017.

## Carrera
Comenzó a patinar a la edad de cuatro años, sus primeros entrenadores fueron Faulkner y Billy Schneider, a sus 12 años comenzó a ser entrenada por Cindy Sullivan en Westminster, Colorado.
En el Campeonato de Estados Unidos de 2012 terminó en el quinto lugar en la categoría júnior y fue asignada al Trofeo Gardena de 2012 donde ganó la medalla de plata. Ganó en 2013 la medalla de plata del Campeonato Júnior de Estados Unidos. Su debut en las Pruebas de Grand Prix Júnior fue en México, donde obtuvo la medalla de bronce y el séptimo lugar en la prueba de Polonia. En el Campeonato de Estados Unidos de 2014 quedó en el lugar 13. Al terminar la educación preparatoria se mudó a Colorado, donde comenzó a ser entrenada por Kori Ade.
Bell tuvo su debut en la categoría sénior en la temporada 2014-2015, donde compitió en dos pruebas de la Challenger Series de la ISU, el Trofeo Nebelhorn de 2014 donde finalizó en quinto lugar y el Golden Spin de Zagreb con un octavo lugar. Su debut en Grand Prix fue en el Skate America 2015 logró en octavo lugar y el undécimo en el Campeonato de Estados Unidos de 2016. Desde agosto de 2016 comenzó a entrenar con Rafael Arutyunyan en California. En el Skate America de 2016 reemplazó a la patinadora Angela Wang y ganó la medalla de plata debajo de la medallista de oro Ashley Wagner.
En enero de 2017 ganó la medalla de bronce en el Campeonato de Estados Unidos, su puntaje le otorgó un lugar en el Campeonato de los Cuatro Continentes del mismo año, donde finalizó en el sexto lugar. Logró además ubicarse en el lugar 12 de su primer Campeonato del Mundo en Helsinki. En la temporada 2017-2018 fue asignada a las pruebas de Grand Prix, la Copa Rostelecom y el Trofeo NHK.

### Programas
|           | Programa corto                                      | Programa libre                                                           | Exhibición                    |
| --------- | --------------------------------------------------- | ------------------------------------------------------------------------ | ----------------------------- |
| 2018-2019 | To Love You More de Celine Dion                     | Piano and Experience de Ludovico Einaudi                                 |                               |
| 2017-2018 | Chicago (banda sonora)                              | West Side Story de Leonard Bernstein                                     | Rise Up de Andra Day          |
| 2016-2017 | Chicago (banda sonora) (coreografía de Rohene Ward) | East of Eden de Lee Holdridge (coreografía de Rohene Ward)               | Rise Up de Andra Day          |
| 2015-2016 | Storm Cry de David Arkenstone                       | Born on the Fourth of July de John Williams (coreografía de Rohene Ward) |                               |
| 2014-2015 | Little Talks de Of Monsters and Men                 | Titanic de James Horner (coreografía de Cindy Stuart)                    |                               |
| 2013-2014 | Bésame Mucho de Consuelo Velázquez                  | Titanic de James Horner (coreografía de Cindy Stuart)                    | On Golden Pond de Dave Grusin |

### Resultados detallados
| Temporada 2019-2020         |                               |                |                |          |
| Fecha                       | Evento                        | Programa corto | Programa libre | Total    |
| 15-17 de noviembre de 2019  | Copa Rostelecom 2019          |                |                |          |
| 1-3 de noviembre de 2019    | Internationaux de France 2019 | 3 70.25        | 2 142.64       | 3 212.89 |
| 25–28 de septiembre de 2019 | CS Nebelhorn 2019             | 1 68.45        | 1 136.68       | 1 205.13 |

- Mejores marcas personales aparecen en negrita

| Temporada 2018-2019         |                                                              |                |                |                   |
| Fecha                       | Evento                                                       | Programa corto | Programa libre | Total             |
| 11–14 de abril de 2019      | Trofeo Mundial por equipos de la ISU 2019                    | 5 70.89        | 6 135.17       | 1 (equipo) 206.06 |
| 18–24 de marzo de 2019      | Campeonato Mundial de Patinaje Artístico sobre Hielo de 2019 | 6 71.26        | 9 136.81       | 9 208.07          |
| 7–10 de febrero de 2019     | Campeonato de los Cuatro Continentes de 2019                 | 3 70.02        | 6 123.92       | 6 193.94          |
| 18–27 de enero de 2019      | Campeonato de Estados Unidos de 2019                         | 3 70.30        | 2 142.10       | 3 212.40          |
| 9–11 de noviembre de 2018   | Trofeo NHK 2018                                              | 7 62.97        | 4 135.99       | 5 198.96          |
| 26–28 de octubre de 2018    | Skate Canada International 2018                              | 5 63.35        | 4 126.90       | 4 190.25          |
| 26–29 de septiembre de 2018 | CS Trofeo Nebelhorn de 2018                                  | 4 70.02        | 6 118.95       | 4 188.97          |

| Temporada 2017-2018                     |                                              |                |                |           |
| Fecha                                   | Evento                                       | Programa corto | Programa libre | Total     |
| 21–23 de marzo de 2018                  | Campeonato del Mundo de 2018                 | 17 59.15       | 12 115.25      | 12 174.40 |
| 22–28 de enero de 2018                  | Campeonato de los Cuatro Continentes de 2018 | 4 62.90        | 5 122.94       | 5 185.84  |
| 3–5 de enero de 2018                    | Campeonato de Estados Unidos de 2018         | 6 65.18        | 6 127.16       | 5 192.34  |
| 10–12 de noviembre de 2017              | Trofeo NHK 2017                              | 9 57.75        | 10 108.79      | 9 166.04  |
| 20–22 de octubre de 2017                | Copa Rostelecom 2017                         | 7 63.85        | 6 124.71       | 6 188.56  |
| 13–17 de septiembre de 2017             | Clásico de Estados Unidos de 2017            | 4 60.68        | 5 107.98       | 5 168.66  |
| Temporada 2016-2017                     |                                              |                |                |           |
| Fecha                                   | Evento                                       | Programa corto | Programa libre | Total     |
| 29 de marzo – 2 de abril de 2017        | Campeonato del Mundo de 2017                 | 13 61.02       | 9 126.21       | 12 187.23 |
| 15–19 de febrero de 2017                | Campeonato de los Cuatro Continentes de 2017 | 7 61.21        | 7 115.89       | 6 177.10  |
| 14–22 de enero de 2017                  | Campeonato de Estados Unidos de 2017         | 6 63.33        | 3 134.59       | 3 197.92  |
| 20–27 de noviembre de 2016              | Trofeo Tallin de 2017                        | 6 55.92        | 4 111.77       | 4 167.69  |
| 21–23 de octubre de 2016                | Skate America 2016                           | 6 60.92        | 1 130.67       | 2 191.59  |
| 28 de septiembre – 2 de octubre de 2016 | Trofeo Ondrej Nepela de 2016                 | 5 56.58        | 4 105.14       | 3 161.72  |
| 14–18 de septiembre de 2016             | Clásico de Estados Unidos de 2016            | 2 60.64        | 2 123.58       | 2 184.22  |